# Granat RGO
Granat RGO (ros. Ручная Граната Оборонительная РГО rucznaja granata oboronitelnaja) – rosyjski obronny granat odłamkowy. Jest zbudowany z podwójnej, pofragmentowanej warstwy aluminiowej. Granat może wybuchać przy uderzeniu o ziemię bądź po opóźnieniu czasowym, zależnie od ustawień. Po upadku w przeciągu 1 do 1,8 sekundy granat wybucha. W przypadku detonacji czasowej wybuch następuje w przeciągu 3,2 do 4,2 sekundy. Odłamki miotane przez granat są śmiertelne w zasięgu od 6 do 20 metrów, granica bezpieczeństwa wynosi 100 metrów. Granat jest nadal produkowany na terenie Rosji i Ukrainy. Jest użytkowany w wielu krajach.